# Hemicyonidae
De Hemicyonidae is een familie van uitgestorven roofdieren met uiterlijke kenmerken van zowel de hondachtigen als van de beren. Soorten uit deze familie leefden tijdens het Mioceen en Plioceen in Azië, Europa en Noord-Amerika. De naamgever van de familie is Hemicyon. De hemicyoniden hadden een meer carnivore leefwijze dan de echte beren.

## Soorten
- Agriotherium
- Dinocyon
- Hemicyon
- Phoberocyon
- Plithocyon
- Zaragocyon